# Donji Srb
Donji Srb je bivše selo u Zadarskoj županiji.

## Upravna organizacija
Upravno pripada općini Gračac, a od 2011. više ne postoji kao samostalno naselje jer je ujedinjen s naseljem Srbom.

## Zemljopisni položaj
Nalazi se uz granicu s BiH. Sjeverno je Neteka a južno je Gornji Srb.

## Promet
Nalazi se na državnoj cesti D218.

## Stanovništvo
Prema popisu 2001., Donji Srb je imao 255 stanovnika.